# 小川誠子
小川 誠子（おがわ ともこ、1951年4月1日 - 2019年11月15日）は、日本の囲碁棋士。日本棋院所属。木谷實九段門下。夫は俳優の山本圭。

## 経歴
福井県福井市生まれ、愛知県名古屋市育ち。精華学園高等学校卒業。
6歳で碁を覚え、小学4年の頃から酒井利雄八段の紹介で日本棋院中部総本部に通う。1965年、14歳時に全日本女流アマチュア囲碁選手権大会で優勝。「おかっぱ本因坊」と話題になり、これを機会に1966年1月に木谷實の内弟子となり18歳でプロ棋士になった。
1970年入段、71年二段、74年三段、75年四段、92年五段、95年六段。2008年、杉内寿子に次ぐ女流2人目の500勝達成。
1977年、指導碁を通じて知り合った俳優の山本圭と結婚。1986年、長女を出産後に女流本因坊を獲得して話題になった。1984年から出産休暇1年をはさんで10年間、NHK杯テレビ囲碁トーナメントの聞き手を担当。
40代からは囲碁の普及活動に力を入れ、2010年に棋士会会長となり（2年間）、同年9月19日「心の唄　10」（木谷実九段の三男・木谷正道が主催するコンサート）「やさしい囲碁入門講座」開催。2012年から2014年には日本棋院の理事を務めた。
スポーツ報知では90年8月25日付から詰め碁連載を29年間務め、2011年から青葉かおりの後を引き継ぐ形で、週刊新潮でコラムを連載していた。
2014年に大腸がんを発症し翌年再発。2019年11月15日、病気のため急死。68歳没。七段追贈。
吉永小百合とは公私ともに交流が深く「千年の恋 ひかる源氏物語」では囲碁シーンを指導。吉永は小川の急逝に絶句したという。

## タイトル歴
- 女流選手権戦（1979年、1980年）
- 女流本因坊戦 （1986年）
- 女流鶴聖戦 （1987年）

## 主な著作
- 『石心之譜 ― 囲碁に生きるわれら五人の棋士』 現代書林 1981年（加藤正夫、石田芳夫、武宮正樹、趙治勲との対談の共著） ISBN 4905924294
- 『酒談―おんなたちの明日』 扶桑社 1994年（吉永小百合、岡本綾子との共著） ISBN 4594016367
- 『明解初級囲碁読本』 誠文堂新光社 1994年（石田芳夫九段との共著） ISBN 4416794061
- 『囲碁 級位者のための本筋の打ち方』 誠文堂新光社 1998年（石田芳夫九段との共著） ISBN 4416798164
- 『囲碁 級位者のための勝率アップの決め手』 誠文堂新光社 2000年（石田芳夫九段との共著） ISBN 4416700091
- 『小川誠子の石の形を美しく （NHK囲碁シリーズ）』 日本放送出版協会 2006年 ISBN 414016140X